# Brogueira, Parceiros de Igreja e Alcorochel
Brogueira, Parceiros de Igreja e Alcorochel (llamada oficialmente União das Freguesias de Brogueira, Parceiros de Igreja e Alcorochel) es una freguesia portuguesa del municipio de Torres Novas, distrito de Santarém.

## Historia
Fue creada el 28 de enero de 2013 en aplicación de una resolución de la Asamblea de la República de Portugal promulgada el 16 de enero de 2013 con la unión de las freguesias de Alcorochel, Brogueira y Parceiros de Igreja, pasando su sede a estar situada en la antigua freguesia de Brogueira.

## Demografía
| Gráfica de evolución demográfica de Brogueira, Parceiros de Igreja e Alcorochel entre 2011 y 2021 |
|                                                                                                   |
| Datos según el nomenclátor publicado por el INE portugués.                                        |